# Pycnomerinx gweta
Pycnomerinx gweta är en tvåvingeart som beskrevs av H. Oldroyd 1974. Pycnomerinx gweta ingår i släktet Pycnomerinx och familjen rovflugor.
Artens utbredningsområde är Botswana. Inga underarter finns listade i Catalogue of Life.